# توتر الحادث
توتر الحادث أو الإجهاد الناتج عن الحوادث هو حالة ناتجة عن الإجهاد الحاد الذي يتجاوز قدرة الشخص المدرب على التعامل مع الحوادث الحرجة، مثل أول المستجيبين، وفنيي الطوارئ الطبية، وغيرهم من الأشخاص المماثلين. إذا لم يتم التعرف على الإجهاد الناتج عن الحوادث ومعالجته في البداية، فقد يؤدي إلى آثار أكثر خطورة مثل اضطراب ما بعد الصدمة.

## العلامات والأعراض
يمكن أن تظهر العلامات والأعراض استجابات مختلفة لكل فرد على حدة. يمكن أن تكون هذه العلامات والأعراض عاطفية، جسدية، سلوكية، أو إدراكية. يُوصى بالحصول على العناية الطبية إذا استمرت العلامات والأعراض مع مرور الوقت و/أو أصبحت أكثر حدة.
| عاطفي | جسدي | سلوكي | إدراكي |
| - القلق - الذنب - إنكار - الحزن - الخوف - التهيج - فقدان السيطرة العاطفية - الاكتئاب - الشعور بالفشل - الشعور بالإرهاق - لوم الآخرين أو الذات - الذعر الشديد (نادر) | - التعب - غثيان/تقيؤ - القشعريرة - الدوخة - التعرق الشديد - العطش - الصداع - صعوبات في الرؤية - تشنج الفك - آلام وأوجاع غير محددة - ألم في الصدر - صعوبة في التنفس - أعراض الصدمة (التنفس السطحي، نبض ضعيف أو سريع، الغثيان، القشعريرة، الجلد الشاحب والرطب، الارتباك العقلي، توسع حدقة العين) | - الغضب الشديد - الانسحاب - نوبات عاطفية - فقدان أو زيادة مؤقتة في الشهية - الإفراط في استهلاك الكحول - عدم القدرة على الراحة، الترحال - تغير في الوظيفة الجنسية | - الارتباك - عدم اليقين - عدم التوجه - ارتفاع أو انخفاض في اليقظة - ضعف التركيز - ضعف حل المشكلات - صعوبة في التعرف على الأشياء أو الأشخاص المألوفة - مشاكل في الذاكرة - كوابيس |

## الأعراض
قد تشمل الأعراض المرتبطة بالإجهاد الحاد أو المستمر المفرط ضعفًا إدراكيًا مثل ضعف الذاكرة، القدرة على اتخاذ القرارات، وفترة الانتباه؛ ردود فعل عاطفية مثل الغضب، التهيج، الذنب، الخوف، البارانويا، والاكتئاب؛ ومشاكل جسدية تتراوح من التعب، الدوخة، الصداع النصفي، وارتفاع ضغط الدم إلى السكري والسرطان. كما قد يتم تحفيز السلوك المدمر للذات والسلوك المعادي للمجتمع أيضًا. قد تختلف الأعراض اعتمادًا على عدة عوامل مثل شدة الصدمة، مقدار الدعم الاجتماعي، والإجهادات الحياتية الأخرى.

## الأسباب
تعتبر الحادثة الحرجة التي تحدث للفرد هي نقطة البداية للإجهاد الناتج عن الحوادث إذا لم يتمكن الفرد من التعامل معها. تعرف الحوادث الحرجة بأنها الأحداث المفاجئة وغير المتوقعة التي لها تأثير عاطفي كافٍ للتغلب على المهارات الفعالة المعتادة للتعامل مع الصدمات لدى الفرد وتسبب ضررًا نفسيًا كبيرًا.
يعد الارتباط الصحي بين البالغين أمرًا أساسيًا لإدارة الإجهاد الناتج عن الحوادث الحرجة. لدى البالغين أربعة أنماط من الارتباط: 1) الارتباط المتجنب المخيف، 2) الارتباط القلق الملتبس، 3) الارتباط المتجنب اللامبالي، و 4) الارتباط الآمن. الأشخاص ذوو الارتباط المتجنب المخيف لديهم مشاعر متناقضة تجاه العلاقات القريبة، لأنهم يرغبون في الاتصال العاطفي ولكنهم مترددون جدًا في السماح بذلك. الأشخاص ذوو الارتباط القلق الملتبس يميلون إلى التعامل مع إجهادهم من خلال الابتعاد عن الواقع لتجنب العبء العاطفي. كما أنهم يميلون إلى رؤية أنفسهم بشكل سلبي ويشكون في قيمتهم في العلاقات بشكل متكرر. الأشخاص ذوو الارتباط المتجنب اللامبالي يرون أنفسهم مستقلين، ولا يحتاجون إلى الاتصال العاطفي. الأشخاص ذوو الارتباط الآمن لديهم آراء إيجابية عن أنفسهم، ويشعرون بالراحة مع الاستقلالية والحميمية. عادةً ما يتعامل الأشخاص ذوو الارتباط الآمن بشكل أفضل مع الإجهاد الناتج عن الحوادث الحرجة، مقارنةً بالآخرين غير الآمنين، لأنهم يطورون مستوى أقل من الإجهاد بشكل طبيعي. كما أنهم أقل عرضة لتطوير اضطراب ما بعد الصدمة (PTSD).

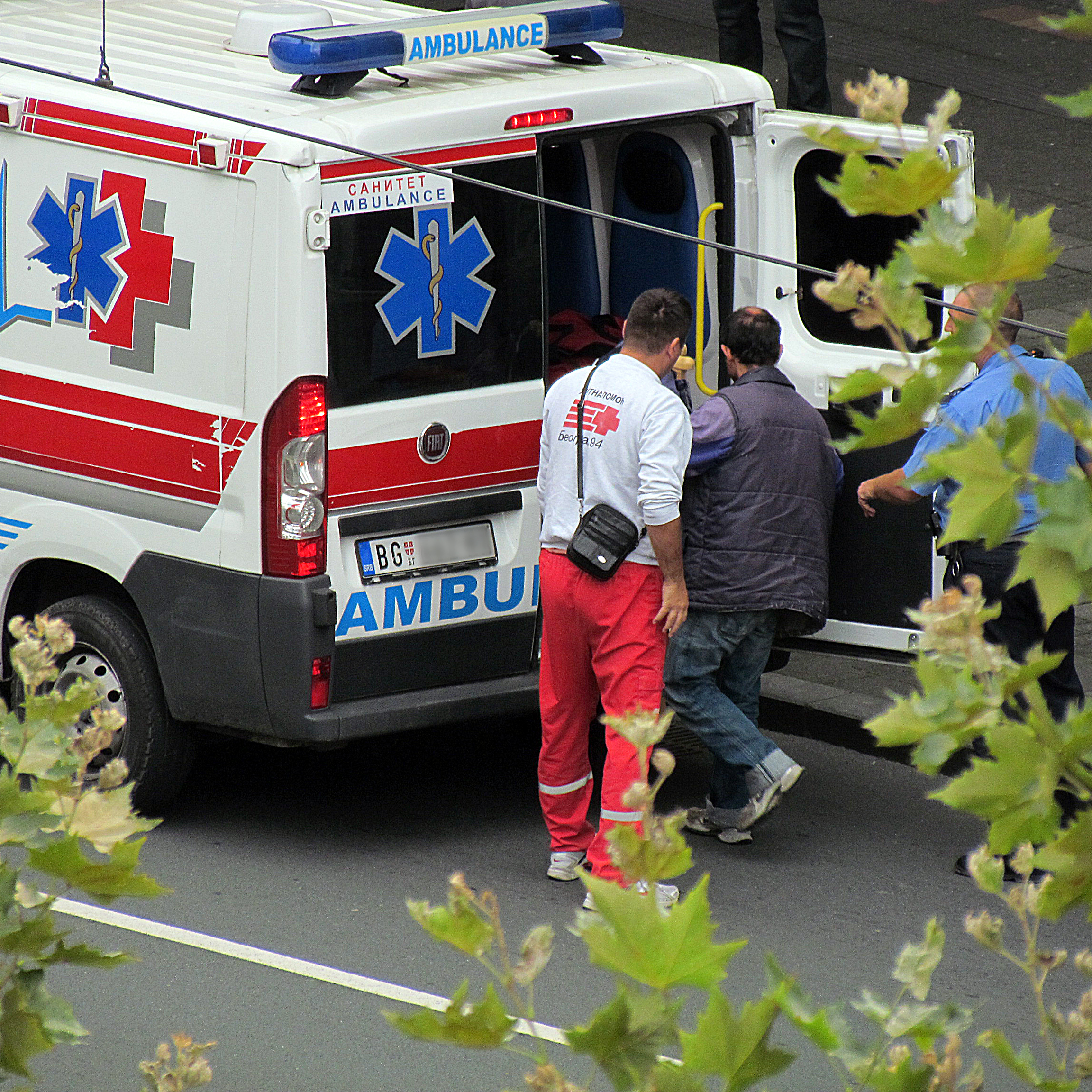
يجب على العاملين في الطوارئ الاستجابة بسرعة للحوادث. يمكن أن يحدث إجهاد الحوادث على الفور بينما لا يزال العامل في مكان الحادث، أو يظهر في وقت لاحق.

الأشخاص الذين يظهرون علامات على إجهاد الحوادث يحتاجون إلى مساعدة مهنية لتجنب الحالة الأكثر خطورة وهي اضطراب ما بعد الصدمة. يصف الدليل التشخيصي والإحصائي للأمراض النفسية الطبعة الرابعة اضطراب ما بعد الصدمة (PTSD) بأنه يحتوي على ثلاث مجموعات من الأعراض المتميزة: 1) إعادة تجربة الحدث، 2) تجنب المحفزات المرتبطة بالحدث وتخدير الاستجابة العامة، و 3) زيادة اليقظة. مجموعة الأعراض الأولى، "إعادة تجربة الحدث"، هي مزيج من التفاعلات الجسدية والنفسية التي يمر بها الشخص بعد حدوث الحدث الحرج. يشمل ذلك الكوابيس، الأفكار المتكررة/الاسترجاع، أو نوبة الهلع. مجموعة الأعراض الثانية، "تجنب المحفزات المرتبطة بالحدث وتخدير الاستجابة العامة"، تحدث عندما يتجنب الشخص أي شيء قد يثير ذكريات الحدث الحرج. يشمل ذلك الأفكار والمشاعر المرتبطة بالحدث، وحتى المحفزات الجسدية مثل الأشخاص والأماكن المتعلقة بالحدث. مجموعة الأعراض الثالثة، "زيادة اليقظة"، تؤدي إلى استجابات مدفوعة بالقلق، مثل صعوبة النوم، الغضب المفرط والتهيج، اليقظة المفرطة، ضعف التركيز، واستجابة مفرطة للصدمات. عندما تستمر هذه الأعراض لأكثر من أسبوعين، قد يكون من المناسب تشخيص اضطراب الإجهاد الحاد. قد تؤثر عوامل مثل التاريخ العائلي النفسي أو الإساءة في الطفولة على العلاقة بين الحوادث الحرجة واضطراب ما بعد الصدمة.

## الإدارة
أثبتت جلسات التقييم والتخفيف من الإجهاد الناتج عن الحوادث الحرجة (CISDs) أنها طريقة ناجحة للتعامل مع الإجهاد على مدى الخمسة عشر عامًا الماضية للأفراد العاملين في المهن ذات الإجهاد العالي مثل استجابة الطوارئ . يوجد في الولايات المتحدة ما يقرب من 300 فريق CISD، يقدمون التدخل للعاملين في الإطفاء، والإسعاف، والشرطة، والفرق الطارئة الأخرى. تم تصميم هذه الجلسات لتقديم الطمأنينة العاطفية، وتوفير وقت للتنفيس عن المشاعر، والتعليم حول إدارة الإجهاد، والاستشارة. تم تنفيذ هذه التقنية لأول مرة بواسطة جيف ميتشل من مؤسسة الإجهاد الناتج عن الحوادث الحرجة الدولية في عام 1983 لعلاج العاملين في الرعاية الطارئة في المجال الصحي النفسي. تم إنشاء هذه الجلسات لمنع تفاقم الإجهاد وتعزيز عملية التعافي. حددت جوديث هيرمان، مؤلفة كتاب الصدمات والتعافي، ثلاث شروط أساسية يجب الوفاء بها للتقدم نحو التعافي: 1) الأمان، 2) التذكر والحزن، و 3) إعادة الاتصال. يتم تحقيق الأمان عندما يتعلم الضحايا الشعور بالاسترخاء والثقة في عملية التعافي من خلال التعرف على العواطف المضطربة. يعتبر "التذكر والحزن" حول الحدث الحرج ضروريًا لكي يتحرك الضحية نحو التعافي. يحدث "إعادة الاتصال" عندما يشعر الضحية أنهم مستقرون عاطفيًا بما فيه الكفاية لمتابعة إدارة الإجهاد والتعافي.
تم اختبار تقييمات حل المشكلات كطريقة أخرى ممكنة للتعامل مع إجهاد الحوادث الحرجة. تم أول اختبار ناجح لهذه التقنية من قبل سارة بيكر وكارين ويليامز في المملكة المتحدة، باستخدام مجموعة اختبار من رجال الإطفاء المتوترين. قام هؤلاء رجال الإطفاء بتعبئة استبيانات تقارير ذاتية مجهولة لتقييم مستوى إجهادهم. وأكدت نتائج البحث الفرضية القائلة بأن تقييمات حل المشكلات تقوم بدور الوسيط بين إجهاد العمل والمعاناة النفسية.
أظهرت دراسة نُشرت في عام 2008, أن التعامل مع الحدث الصادم فور حدوثه كان مفيدًا بشكل خاص لعاملين في مجال الإسعافات الطبية (EMTs). كانت طرق التدخل الأكثر أهمية بالنسبة للمشاركين في هذه الدراسة هي دعم المشرف ووقت التوقف. كان الدعم من المشرف يُنظر إليه بتقدير بينما كان المشرف غير الداعم يُعتبر نقديًا. يُعرّف وقت التوقف على أنه فترة تتراوح بين 0.5 إلى 1 ساعة يتوقف فيها العامل عن العمل. يمكن قضاء هذه الفترة بمفرده أو غالبًا مع الأقران. تعطي هذه الفترة العامل فرصة للتحدث عن الحادث بشكل غير رسمي قبل أن يضطر لملء الأوراق، أو التحدث عن أمور غير مرتبطة بالحادث للاسترخاء والتنفيس. وصف المشاركون في هذه الدراسة التعليم، ومعالجة الحواجز التي تعيق الدعم، وتحسين العوامل المؤثرة على الإجهاد المزمن في مكان العمل كاقتراحات وتوصيات حول ما يساعد أكثر في التعامل مع الحوادث الحرجة.

## الوقاية
لم تُظهر الدراسات وجود دليل على منع الإجهاد الناتج عن الحوادث بشكل كامل. ومع ذلك، أظهرت بعض الدراسات طرقًا لتقليل تأثير هذا الإجهاد بشكل كبير على العاملين في الخطوط الأمامية. يجب على المستجيبين العناية بأنفسهم من أجل سلامتهم الشخصية والحفاظ على سلامة الآخرين. يمكن أن يساعد المراقبة من خلال المحادثات أو الملاحظات في تحديد العلامات المبكرة للمستجيبين. الحفاظ على الصحة أثناء وبعد الحادث هو أمر بالغ الأهمية. تشمل الخطوات التي قد تساعد في تقليل الإجهاد بعد الحادث:
- السيطرة على تنظيم وتيرة جهود الإنقاذ والتعافي
- الاستعداد
- الحفاظ على التغذية والراحة
- مراقبة الصحة العقلية والعاطفية
- الحد من التعرض للضوضاء والروائح
- فترة التوقف
- السوائل غير المحتوية على الكافيين
- طعام منخفض الدهون والسكر
- عدم التسرع في العودة للعمل
- "القدرة على التكيف بنجاح مع المؤثرات الضاغطة، مع الحفاظ على الرفاهية النفسية في مواجهة الشدائد"، أو "المرونة"، تعمل كعامل وقائي ضد القضايا الصحية النفسية والسلوكية[14]

## بيانات وبائية من الدراسات الحالية
- تم الإبلاغ عن الاكتئاب في 6.8٪، مع الاكتئاب المعتدل الأكثر شيوعًا (3.5%)، في دراسة حالة-شاهد شملت محترفي EMS المعتمدين[15]
- تم العثور على اضطراب ما بعد الصدمة (PTSD) المحتمل في 16.8٪ من الأطباء الطارئين[16]
- 37٪ من محترفي الإطفاء و EMS قد فكروا في الانتحار (تقريبًا 10 مرات معدل الأمريكيين البالغين، 2015)[17]
- من بين 1,027 من رجال الإطفاء الحاليين والمتقاعدين في الولايات المتحدة، كانت تقديرات الانتشار للتفكير في الانتحار (46.8٪)، والخطط (19.2٪)، ومحاولات الانتحار (15.5٪)[18]
- حوالي 3/4 من ضباط الشرطة أفادوا بتعرضهم لحدث صادم، ولكن أقل من نصفهم أبلغوكوك وكالتهم عن ذلك[19]
- كان هناك انتشار بنسبة 24.7٪ للاكتئاب و 47.7٪ انتشار للاكتئاب والقلق بين ضباط الشرطة بعد أحداث 9/11[20]
- بعد دراسة بعد إعصار كاترينا، زاد استهلاك المشروبات الكحولية من 2 إلى 7 مشروبات يوميًا بالنسبة لضباط الشرطة[21]